# Ивановцы (Литинский район)
Ивановцы (укр. Іванівці) — село на Украине, находится в Литинском районе Винницкой области.
Код КОАТУУ — 0522486802. Население по переписи 2001 года составляет 322 человека. Почтовый индекс — 287327. Телефонный код — 4347.
Занимает площадь 0,117 км².
В селе действует храм Рождества Пресвятой Богородицы Литинского благочиния Винницкой епархии Украинской православной церкви.

## История
В 1946 году указом ПВС УССР село Яновцы переименовано в Ивановцы.

## Адрес местного совета
22311, Винницкая область, Литинский р-н, с. Тесы, ул. Первомайская, 5